# Supercopa da Armênia
A Armenian SuperCup (em armênio/arménio:  Հայկական սուպերգավաթ) é uma partida disputada entre o campeão do Campeonato Armênio de Futebol e o vencedor da Copa Independência da Armênia. Normalmente ocorre em maio de cada ano, com algumas exceções.

## Campeões
| Temporada | Campeão                                                                                    | Placar     | Vice-campeão                                                                               | Local                                                                            |
| --------- | ------------------------------------------------------------------------------------------ | ---------- | ------------------------------------------------------------------------------------------ | -------------------------------------------------------------------------------- |
| 1996      | Shirak Vice-campeão do Campeonato Armênio de Futebol                                       | 3–1        | Pyunik Campeão do Campeonato Armênio de Futebol e Campeão da Copa Independência da Armênia | Estádio Hrazdan                                                                  |
| 1997      | Pyunik Campeão do Campeonato Armênio de Futebol e Campeão da Copa Independência da Armênia | 2–0        | Ararat Vice-campeão do Campeonato Armênio de Futebol                                       | Estádio Hrazdan                                                                  |
| 1998      | Araks Campeão do Campeonato Armênio de Futebol e Campeão da Copa Independência da Armênia  | 1–1 (4–3)p | Shirak Vice-campeão do Campeonato Armênio de Futebol                                       | Estádio Hrazdan                                                                  |
| 1999      | Shirak Campeão do Campeonato Armênio de Futebol                                            | 2–1        | Araks Campeão da Copa Independência da Armênia                                             | Estádio Hrazdan                                                                  |
| 2000      | Não realizado                                                                              |            |                                                                                            |                                                                                  |
| 2001      | Não realizado                                                                              |            |                                                                                            |                                                                                  |
| 2002      | Pyunik Campeão do Campeonato Armênio de Futebol                                            | 2–1        | Mika Campeão da Copa Independência da Armênia                                              | Estádio Republicano                                                              |
| 2003      | Shirak Vice-campeão do Campeonato Armênio de Futebol                                       | 2–1        | Pyunik Campeão do Campeonato Armênio de Futebol e Campeão da Copa Independência da Armênia | Estádio Republicano                                                              |
| 2004      | Pyunik Campeão do Campeonato Armênio de Futebol                                            | 1–0 (pro)  | Mika Campeão da Copa Independência da Armênia                                              | Estádio Republicano                                                              |
| 2005      | Pyunik Campeão do Campeonato Armênio de Futebol e Campeão da Copa Independência da Armênia | 1–0        | Urartu Vice-campeão da Copa Independência da Armênia                                       | Estádio Republicano                                                              |
| 2006      | Mika Campeão da Copa Independência da Armênia                                              | 3–2        | Pyunik Campeão do Campeonato Armênio de Futebol                                            | Estádio Republicano                                                              |
| 2007      | Pyunik Campeão do Campeonato Armênio de Futebol                                            | 2–1 (pro)  | Mika Campeão da Copa Independência da Armênia                                              | Estádio Republicano                                                              |
| 2008      | Pyunik Campeão do Campeonato Armênio de Futebol                                            | 1–0        | Urartu Campeão da Copa Independência da Armênia                                            | Estádio Hrazdan                                                                  |
| 2009      | Ararat Campeão da Copa Independência da Armênia                                            | 2–1        | Pyunik Campeão do Campeonato Armênio de Futebol                                            | Estádio Republicano                                                              |
| 2010      | Pyunik Campeão do Campeonato Armênio de Futebol e Campeão da Copa Independência da Armênia | 2–0        | Urartu Vice-campeão da Copa Independência da Armênia                                       | Estádio Republicano                                                              |
| 2011      | Pyunik Campeão do Campeonato Armênio de Futebol e Campeão da Copa Independência da Armênia | 3–0        | Urartu Vice-campeão da Copa Independência da Armênia                                       | Estádio Republicano                                                              |
| 2012      | Mika Campeão da Copa Independência da Armênia                                              | 0–0 (5–3)p | Ulisses Campeão do Campeonato Armênio de Futebol                                           | Estádio Republicano                                                              |
| 2013      | Shirak Campeão do Campeonato Armênio de Futebol                                            | 2–0        | Pyunik Campeão da Copa Independência da Armênia                                            | Estádio Republicano                                                              |
| 2014      | Urartu Campeão do Campeonato Armênio de Futebol                                            | 3–0        | Pyunik Campeão da Copa Independência da Armênia                                            | Estádio Yerevan Football Academy                                                 |
| 2015      | Pyunik Campeão do Campeonato Armênio de Futebol e Campeão da Copa Independência da Armênia | 3–0        | Mika Vice-campeão da Copa Independência da Armênia                                         | Estádio Republicano                                                              |
| 2016      | Alashkert Campeão da Copa Independência da Armênia                                         | 1–1 (3–2)p | Urartu Campeão do Campeonato Armênio de Futebol                                            | Estádio Republicano                                                              |
| 2017      | Shirak Campeão da Copa Independência da Armênia                                            | 2–0        | Alashkert Campeão do Campeonato Armênio de Futebol                                         | Estádio Republicano                                                              |
| 2018      | Alashkert Campeão do Campeonato Armênio de Futebol                                         | 2–0        | Gandzasar Campeão da Copa Independência da Armênia                                         | Estádio Republicano                                                              |
| 2019      | Ararat-Armenia Campeão do Campeonato Armênio de Futebol                                    | 3–2 (pro)  | Alashkert Campeão da Copa Independência da Armênia                                         | Estádio Republicano                                                              |
| 2020      | Noah Campeão da Copa Independência da Armênia                                              | 2–1 (pro)  | Ararat-Armenia Campeão do Campeonato Armênio de Futebol                                    | Estádio Yerevan Football Academy                                                 |
| 2021      | Alashkert Campeão do Campeonato Armênio de Futebol                                         | 1–0        | Ararat Campeão da Copa Independência da Armênia                                            | Estádio Republicano                                                              |
| 2022      | Pyunik Campeão do Campeonato Armênio de Futebol                                            | –          | Noravank Campeão da Copa Independência da Armênia                                          | A partida não aconteceu devido à falência do Noravank. Pyunik declarado campeão. |
| 2023      | Shirak Vice - Campeão da Copa Independência da Armênia                                     | 0–0 (6–5)p | Urartu Campeão do Campeonato Armênio de Futebol e Campeão da Copa Independência da Armênia | Armavir City Stadium                                                             |
| 2024      | Ararat-Armenia Campeão da Copa Independência da Armênia                                    | 4–0        | Pyunik Campeão do Campeonato Armênio de Futebol                                            | Estádio Republicano                                                              |

### Títulos por clube
| Clube          | Títulos                                                         | Vices                                        | Total de Finais |
| -------------- | --------------------------------------------------------------- | -------------------------------------------- | --------------- |
| Pyunik         | 10 (1997, 2002, 2004, 2005, 2007, 2008, 2010, 2011, 2015, 2022) | 7 (1996, 2003, 2006, 2009, 2013, 2014, 2024) | 17              |
| Shirak         | 6 (1996, 1999, 2003, 2013, 2017, 2023)                          | 1 (1998)                                     | 7               |
| Alashkert      | 3 (2016, 2018, 2021)                                            | 2 (2017, 2019)                               | 5               |
| Mika           | 2 (2006, 2012)                                                  | 4 (2002, 2004, 2007, 2015)                   | 6               |
| Ararat-Armenia | 2 (2019, 2024)                                                  | 1 (2020)                                     | 3               |
| Urartu         | 1 (2014)                                                        | 6 (2005, 2008, 2010, 2011, 2016, 2023)       | 7               |
| Ararat         | 1 (2009)                                                        | 2 (1997, 2021)                               | 3               |
| Araks          | 1 (1998)                                                        | 1 (1999)                                     | 2               |
| Noah           | 1 (2020)                                                        | 0                                            | 1               |
| Ulisses        | 0                                                               | 1 (2012)                                     | 1               |
| Gandzasar      | 0                                                               | 1 (2018)                                     | 1               |
| Noravank       | 0                                                               | 1 (2022)                                     | 1               |

## Transmissão
| País    | Emissoras                |
| ------- | ------------------------ |
| Armenia | ARMTV                    |
| Armenia | Vivaro News (Youtube TV) |

## Outros Campeonatos Armênios
- Campeonato Armênio de Futebol
- Campeonato Armênio 2ª divisão
- Copa Independência da Armênia

## Ligações Externas
Perfil na Fifa.com